# Catharsius javanus
Catharsius javanus är en skalbaggsart som beskrevs av Lansberge 1886. Catharsius javanus ingår i släktet Catharsius och familjen bladhorningar. Inga underarter finns listade.